# Cupido monica
Cupido monica är en fjärilsart som beskrevs av Tryon Reakirt 1866. Cupido monica ingår i släktet Cupido och familjen juvelvingar. Inga underarter finns listade i Catalogue of Life.